# Mellan-Valsan
Mellan-Valsan är en sjö i Borlänge kommun och Falu kommun i Dalarna och ingår i Dalälvens huvudavrinningsområde. Sjön har en area på 1,62 kvadratkilometer och ligger 188 meter över havet. Sjön avvattnas av vattendraget Vallmoraån (Finnhytteån).

## Delavrinningsområde
Mellan-Valsan ingår i det delavrinningsområde (672010-147484) som SMHI kallar för Utloppet av Mell-Valsan. Medelhöjden är 226 meter över havet och ytan är 7,34 kvadratkilometer. Räknas de 4 avrinningsområdena uppströms in blir den ackumulerade arean 44,16 kvadratkilometer. Vallmoraån (Finnhytteån) som avvattnar avrinningsområdet har biflödesordning 2, vilket innebär att vattnet flödar genom totalt 2 vattendrag innan det når havet efter 219 kilometer. Avrinningsområdet består mestadels av skog (73 procent). Avrinningsområdet har 1,63 kvadratkilometer vattenytor vilket ger det en sjöprocent på 22,2 procent.